# Marcus Valerius Maximus Corvinus
Pour les articles homonymes, voir Valerius Maximus.
Marcus Valerius Maximus Corvinus (ou Corrinus) était un homme politique romain. Il était le fils de Marcus Valerius Corvus (plusieurs fois consul au IVe siècle av. J.-C.).

## Biographie
Marcus Valerius Maximus Corvinus fut consul deux fois en 312 et 289 av. J.-C. et censeur en 307 av. J.-C. Le consulat de son père en 300 av. J.-C. et la dictature de 301 av. J.-C. lui sont parfois attribués pour des raisons chronologiques.
En 313 av. J.-C., il fut triumvir d'une colonie.
En 312 av. J.-C., comme consul il remporte la victoire sur les Samnites et les Marrucins, et y installe des colonies.